# 第37屆香港電影金像獎
第37屆香港電影金像獎是為表彰表揚2017年度香港傑出電影所頒發的獎項，目的是在本地和世界各地推廣香港製作的電影、表揚本地電影從業員的成就，並促進專業發展和推動電影文化。頒獎典禮於2018年4月15日晚上在香港文化中心举行，由李光耀、卓亦謙擔任創作總監，張繼聰及蔡卓妍擔任主持人，主題為「青春常駐」，寓意香港電影工作者的態度抱著熱情迎接創作路上的種種挑戰，並由倪秉郎擔任宣讀提名名單報幕員，鄭啟泰擔任頒獎典禮現場報幕員。紅地氈司儀則由卓韻芝及余迪偉擔任，而大會facebook直播主持是游學修和岑珈其。

## 投票及記者會
本届金像獎首輪投票率為65.48%。大會於2018年2月6日下午在香港文化中心四樓舉行記者招待會，由第34屆香港電影金像獎最佳女配角王菀之及第35屆香港電影金像獎最佳男配角白只揭曉本年度入圍名單。

## 宣傳片
《我與金像獎的距離》，由黃進執導，陳楚珩編劇，波多野裕介配樂，七位新生代藝人吳海昕、王敏奕、袁澧林、何啟華、游學修、吳肇軒、顧定軒參與，於2018年3月24日首播。
|   | 新生代藝人 | 致敬角色                                          |
| - | ---------- | ------------------------------------------------- |
| 1 | 吳海昕     | 1995年《墮落天使》Charile (楊采妮飾)              |
| 2 | 王敏奕     | 1994年《國產凌凌漆》阿琴 (袁詠儀飾)               |
| 3 | 袁澧林     | 2002年《我左眼見到鬼》何麗珠 (鄭秀文飾)           |
| 4 | 何啟華     | 2013年《激戰》程輝 (張家輝飾)                     |
| 5 | 游學修     | 2007年《門徒》昆哥 (劉德華飾)                     |
| 6 | 吳肇軒     | 1995年《西遊記大結局之仙履奇緣》至尊寶 (周星馳飾) |
| 7 | 顧定軒     | 1997年《春光乍洩》黎耀輝 (梁朝偉飾)               |

## 獎項統計
注：以下不包括「最佳兩岸華語電影」之部分
| 數目 | 電影名稱                                                      |
| 獲獎 |                                                               |
| 5    | 明月幾時有                                                    |
| 3    | 殺破狼·貪狼                                                   |
| 2    | 追龍、黃金花                                                  |
| 1    | 西遊伏妖篇、相愛相親、悟空傳、拆彈專家、29+1、大樂師·為愛配樂 |
| 提名 |                                                               |
| 11   | 明月幾時有                                                    |
| 9    | 相愛相親、殺破狼·貪狼                                         |
| 7    | 拆彈專家、29+1                                                |
| 6    | 空手道 、追龍                                                 |
| 5    | 悟空傳                                                        |
| 4    | 西遊伏妖篇、大樂師·為愛配樂、黃金花                           |
| 3    | 春嬌救志明、喜歡·你、藍天白雲                                 |
| 2    | 奇門遁甲、狂獸、救殭清道夫                                    |
| 1    | 建軍大業、蕩寇風雲、以青春的名義、小男人週記3之吾家有喜       |

### 金像獎電影
| 電影            | 獎項                                                           |
| --------------- | -------------------------------------------------------------- |
| 明月幾時有      | 最佳電影、最佳導演、最佳女配角、最佳美術指導、最佳原創電影音樂 |
| 相愛相親        | 最佳編劇                                                       |
| 殺破狼·貪狼     | 最佳男主角、最佳動作設計、最佳音響效果                         |
| 黃金花          | 最佳女主角、最佳新演員                                         |
| 拆彈專家        | 最佳男配角                                                     |
| 追龍            | 最佳攝影、最佳剪接                                             |
| 西遊伏妖篇      | 最佳服裝造型設計                                               |
| 悟空傳          | 最佳視覺效果                                                   |
| 大樂師·為愛配樂 | 最佳原創電影歌曲                                               |
| 29+1            | 最佳新晉導演                                                   |

## 頒獎及表演嘉賓
以下表格按個人及團體的出場次序排列：

### 頒獎嘉賓
| 姓名                                       | 頒發獎項                               |
| ------------------------------------------ | -------------------------------------- |
| 鄭伊健、陳小春、錢嘉樂、林曉峰、謝天華     | 頒發最佳新演員                         |
| 廖子妤、蘇麗珊、余香凝                     | 頒發最佳攝影及最佳剪接                 |
| 古天樂、胡子彤                             | 頒發新晉導演                           |
| 徐錦江、顏卓靈                             | 頒發最佳服裝造型設計                   |
| 李璨琛、鄧麗欣                             | 頒發最佳美術指導                       |
| 成龍                                       | 頒發專業精神獎                         |
| 羅家英、白只                               | 頒發最佳視覺效果及最佳音響效果         |
| 游學修、鄭中基                             | 頒發最佳男配角                         |
| Tony Jaa、盧惠光                           | 頒發最佳動作設計                       |
| 黃秋生                                     | 頒發最佳編劇                           |
| 呂良偉、談善言                             | 頒發最佳女配角                         |
| 馮淬帆                                     | 頒發終身成就獎                         |
| 薛凱琪、郎月婷                             | 頒發最佳兩岸華語電影                   |
| 王菀之、盧冠廷                             | 頒發最佳原創電影音樂及最佳原創電影歌曲 |
| 劉德華、梁詠琪                             | 頒發最佳導演                           |
| 林家棟、趙薇                               | 頒發最佳女主角                         |
| 阿米爾·罕                                  | 頒發最佳男主角                         |
| 徐克、嚴浩、許鞍華、章國明、余允抗、唐基明 | 頒發最佳電影                           |

### 表演嘉賓
| 姓名                   | 表演曲目                                                 |
| ---------------------- | -------------------------------------------------------- |
| 楊鎧凝、趙啓嵐、MC Jin | 開幕表演                                                 |
| 李拾壹、翁瑋盈         | 《29+1》主題曲《Fake A Smile》                           |
| 譚維維                 | 《相愛相親》主題曲《陌上花開》                           |
| ToNick                 | 《救殭清道夫》主題曲《長相廝守》                         |
| 鍾一匡、Chris Carpio   | 為紀念過去一年内已离世的電影人環節伴奏（藍調口琴、鋼琴） |

### 候選最佳電影介紹
| 介紹者 | 介紹電影        |
| ------ | --------------- |
| 顧定軒 | 《殺破狼·貪狼》 |
| 王敏奕 | 《明月幾時有》  |
| 何啟華 | 《拆彈專家》    |
| 吳海昕 | 《追龍》        |
| 吳肇軒 | 《相愛相親》    |

## 緬懷
本屆的緬懷環節由鍾一匡和Chris Carpio演奏藍調口琴和鋼琴樂曲，下列辭世的電影工作者出現在短片中。
- 于素秋（演員）
- 秦萍（演員）
- 陳自強（出品人、監製、藝人經理人）
- 施介強（演員）
- 曾守明（演員）
- 賴文（副導演）
- 于粦（音樂設計、作曲、演員）
- 夏帆（演員、監製）
- 方華（演員）
- 歐陽佩珊（演員）
- 廖麗麗（演員）
- 石立輝（動作指導、演員）
- 陳文輝（化妝師）
- 馬清儀（演員）
- 陳焯生（出品人）
- 黃捷（攝影師）
- 九紋龍（招浩強）（演員）
- 陳振華（演員）
- 柳瑞賢（助理美指、髮型）
- 黃愛玲（電影文化工作者）
- 方逸華（監製、演員、歌手）
- 江漢（演員）
- 梁蘭思（演員）
- 趙健良（電影發行）
- 洪羅拔（演員）
- 劉祿衡（副導演）
- 羅熾（羅祖）（導演）
- 甘少芬（演員）
- 袁俊文（執行監制、導演、飛車特技）
- 黃美儀（監製、製片）
- 殷子善（飛車特技）
- 黃學莘（美術）
- 馮華（音樂設計）
- 林俊（佈景）
- 呂錫貴（演員）
- 趙日超（製片）
- 韓國材（演員）
- 湯永顯（燈光）
- 侯煥玲（演員）
- 余婉菲（演員）
- 許先（導演）
- 蔣金名（編劇、監製）
- 井莉（演員）
- 陳佩華（監製、策劃）
- 李菁（演員）
- 雷震（演員）
- 曾景祥（音效師）

## 特別安排
本届頒獎禮中只要提名片段中有對白均會配上字幕。除此之外，本届頒獎禮的提名片段亦仿效了奧斯卡的製作模式。

## 宣傳
是次奪得金像獎頒獎禮播映權的ViuTV，較以往獲得直播權的電視台製作了較多的前奏節目，並與金像獎協會舉行比賽以招募大會紅地氈司儀，而電視台亦將當日的常規節目時段作出調動，於當日下午5時30至7時25分播出紅地毯盛況，並於晚上8時播出頒獎典禮。為對得獎者表示尊重，故ViuTV將不會催促得獎者盡快完成感言，而環節之間亦有加插得獎者的後台訪問，而當阿米爾·罕頒發最佳男主角獎項時，則在電視畫面中配以中文字幕，並一直轉播至頒獎禮完滿結束。在電視台的節目表中，頒獎禮的直播原定於晚上11時30分結束，但實際上當晚ViuTV及香港電台第二台於午夜前才完成頒獎禮的現場直播，故ViuTV亦順延當晚深宵新聞的播出時間，至午夜後才播出。
另外，ViuTV首次於網上直播版本增設手語傳譯，該傳譯服務由聾人團體「香港手語來自聾星」提供。
- 《晚吹——Close噏》

ViuTV為本屆頒獎禮製作的前哨節目，每集邀請不同範疇的電影工作者暢所欲言，分享從事電影工作當中的苦與樂。由火火、劉偉恆及虞逸峯主持。
- 《金像獎新鮮人》

ViuTV為本屆頒獎禮製作的前哨節目，一連兩集介紹最佳新演員及新晉導演的入圍者。由虞逸峯主持，於4月2日及9日晚上10:30-11:00播出。
- 《我與金像獎的距離》

由第36屆新晉導演得主黃進執導、陳楚珩創作、第36屆最佳原創電影配樂得主波多野裕介配樂，邀請七位未得過金像獎提名的新生代演員訴說與金像獎的距離，並演繹經典電影橋段。官方先於3月23日發放宣傳片，其後定期逐一上載官方facebook專頁及YouTube頻道。除吳肇軒一集外，其餘各集皆有盧鎮業（小野）特別演出。
| 發布日期 | 新生代演員 | 演繹角色/原飾演演員 | 演繹電影                   |
| -------- | ---------- | ------------------- | -------------------------- |
| 3月30日  | 游學修     | 林昆/劉德華飾       | 《門徒》                   |
| 4月2日   | 王敏奕     | 李香琴/袁詠儀飾     | 《國產凌凌漆》             |
| 4月5日   | 何啟華     | 程輝/張家輝飾       | 《激戰》                   |
| 4月8日   | 袁澧林     | 何麗珠/鄭秀文飾     | 《我左眼見到鬼》           |
| 4月10日  | 吳肇軒     | 至尊寶/周星馳飾     | 《西遊記大結局之仙履奇緣》 |
| 4月12日  | 吳海昕     | Charlie/楊采妮飾    | 《墮落天使》               |
| 4月14日  | 顧定軒     | 黎耀輝/梁朝偉飾     | 《春光乍洩》               |

- 主題曲《不死[14]》

由戴偉作曲、梁栢堅填詞，並由今屆頒獎禮主持人張繼聰、蔡卓妍主唱。MV由《點五步》導演陳志發聯同第54屆金馬獎「最佳動畫短片」得主石家俊、黃俊朗、黃梓瑩創作。
- 《第37屆香港電影金像獎頒獎典禮—紅地毯司儀招募活動》

本屆ViuTV聯同金像獎舉行比賽，招募素人作紅地氈司儀。決賽於4月8日在奧海城舉行，當日由邵音音、王宗堯、游學修擔任評判考核最後六位參賽者。比賽最終由毛曄穎及董易靈（童靖芸）脫穎而出，奪得金像獎當日的採訪證。
- 《金像獎璀璨一夜》

ViuTV剪輯紅地毯盛況及精彩頒獎典禮片段，並播出得獎者訪問。於頒獎禮翌日（4月16日）晚上10:30-11:00播出。

## 媒體播放

### 電視及電台廣播
香港電視娛樂擊敗無綫電視，首次成功奪得頒獎禮的香港免費電視播映權，其母公司Now TV收費台以往亦曾擁有香港收費電視的播映權。
- 香港免費電視直播：香港電視娛樂ViuTV
- 香港收費電視直播：衛視電影台、FOX頻道
- 香港境外視像直播：中国爱奇艺、马来西亚Astro華麗台、马来西亚Astro华丽台HD、新加坡星和視界星和都會台同步現場直播。
- 香港境外電台聲音直播：马来西亚MY FM
- 香港電台聲音直播：香港電台第二台

### 全球網上直播
- TFI Digital Media Limited為本屆香港電影金像獎頒獎典禮的大會指定環球網上直播及視頻點播合作伙伴，海外地區觀眾可透過「開眼界」直播平臺於電腦、智能手機及平板電腦免費收看，點播指定播放地區包括：日本、韓國、臺灣、泰國、英國、法國、德國、俄羅斯、荷蘭、比利時、盧森堡、阿根廷、玻利維亞、巴西、智利、哥倫比亞、厄瓜多爾、巴拉圭、秘魯、烏拉圭和委內瑞拉。
- 網絡頻道：愛奇藝、芒果TV

## 外部連結
- 第37屆香港電影金像獎提名及得獎名單 （页面存档备份，存于）